# 宇田川信一
宇田川 信一（うだがわ しんいち、1929年（昭和4年）5月1日 - ）は、日本の警察官、実業家。中央大学第一法学部卒。

## 人物
新潟県出身。昭和20年に警視庁少年警察官となり、昭和24年に警視庁巡査を拝命。公安部と警務部が長かったが、佐々淳行にスカウトされ、警備部警備第1課課長代理となる。警備実施を統括し「コンバットチーム」と呼ばれる現場情報班を率いて、東大安田講堂事件・あさま山荘事件をはじめ幾多の警備事案を担当した。佐々の一連の著作にも頻繁に名前が登場する。
最終的には巡査から警視監に登りつめた。昭和62年に退官した後は警備業界に勤務し、84歳を迎えた平成25年に独立して現在に至る。
2002年5月11日に公開された『突入せよ! あさま山荘事件』では宇崎竜童が宇田川信一警視（警視庁警備部警備第一課首席課長代理・警備実施及び現場情報担当）を演じている。本人もエキストラとして出演。

## 経歴
※ 特記ない限り、本節の出典は「“宇田川信一プロフィール”.   株式会社 東経. 2022年10月3日時点のオリジナルよりアーカイブ。2022年10月3日閲覧。」。
昭和20年、警視庁少年警察官となった。昭和21年には米軍憲兵司令部に派遣され、英語通訳の任務に当たった。
昭和24年、警視庁巡査を拝命して、万世橋警察署外勤係に配属された。勤務の傍ら、中央大学第一法学部に進学して昭和29年に卒業した。
昭和38年、警視庁警部の時に警視庁から警察庁に出向し、警察庁警務局人事課監察係長。
昭和41年、警視庁に復帰し、警視庁警務部人事第一課係長。その後、警視庁警備第一課係長。
昭和45年、警視に昇任して、警視庁警備部警備第一課課長代理。昭和48年、東京空港警察署長。
昭和54年、警視正に昇任し、東京都警察通信部通信庶務課長、次いで警察庁警備局付として内閣調査室調査官。
昭和56年、警視庁丸の内警察署長。その後、警視庁警ら部警ら総務課長、警視庁総務部参事官。
昭和59年、警視長に昇任し、警視庁警察学校長。その後、警察大学校教官教養部長。昭和62年、警視監に昇任して退官。
退官後、東海興業株式会社で副社長待遇、特別顧問を務めた。次いで、東海興業株式会社から独立した東和警備保障株式会社の取締役会長を務めた。平成14年秋の叙勲で勲四等旭日小綬章。
平成25年、東和警備保障株式会社の子会社である株式会社東経の全株式を取得し、独立した。
令和4年現在、株式会社東経 代表取締役会長を務める。

## 主な著作
- 日本の危機管理（鳥影社）
- 子どもを守る10の法則（青林堂）
- 少年の自殺と児童虐待を防止する10の法則（青林堂）